# UFC Fight Night: Silva vs. Arlovski
UFC Fight Night: Silva vs. Arlovski è stato un evento di arti marziali miste tenuto dalla Ultimate Fighting Championship il 13 settembre 2014 al Ginásio Nilson Nelson in Brasilia, Brasile.

## Retroscena
Questo fu il primo evento organizzato dalla UFC in Brasilia.
Il Main Event non è altro che il rematch tra Antônio Silva e Andrei Arlovski; il primo match, tenutosi nell'evento Strikeforce: Heavy Artillery, venne vinto da Silva per decisione unanime.

## Risultati
|                  | Divisione          |                      |                 |                  | Metodo                                      | Round           | Tempo           | Premio          |
| Card principale  | Card principale    | Card principale      | Card principale | Card principale  | Card principale                             | Card principale | Card principale | Card principale |
| ---------------- | ------------------ | -------------------- | --------------- | ---------------- | ------------------------------------------- | --------------- | --------------- | --------------- |
|                  | Pesi Massimi       | Andrei Arlovski      | batte           | Antônio Silva    | KO (pugni)                                  | 1               | 2:59            | POTN            |
|                  | Pesi Leggeri       | Gleison Tibau        | batte           | Piotr Hallmann   | Decisione non unanime (28-29, 29-28, 29-28) | 3               | 5:00            | FOTN            |
|                  | Pesi Leggeri       | Leonardo Santos      | batte           | Efrain Escudero  | Decisione unanime (29-28, 29-28, 29-28)     | 3               | 5:00            |                 |
|                  | Pesi Welter        | Santiago Ponzinibbio | batte           | Wendell Oliveira | KO Tecnico (pugni)                          | 1               | 1:20            |                 |
|                  | Pesi Gallo         | Iuri Alcântara       | batte           | Russell Doane    | Decisione unanime (29-28, 29-28, 29-28)     | 3               | 5:00            |                 |
|                  | Pesi Gallo Femmine | Jéssica Andrade      | batte           | Larissa Pacheco  | Sottomissione (ghigliottina)                | 1               | 4:33            |                 |
| Card preliminare |                    |                      |                 |                  |                                             |                 |                 |                 |
|                  | Pesi Piuma         | Godofredo Castro     | batte           | Dashon Johnson   | Sottomissione (armbar triangolare da monta) | 1               | 4:29            |                 |
|                  | Pesi Welter        | Heorge Sullivan      | batte           | Igor Araujo      | KO (pugni)                                  | 2               | 2:31            |                 |
|                  | Pesi Leggeri       | Francisco Trinaldo   | batte           | Leandro Silva    | Decisione unanime (29-28, 29-28, 29-28)     | 3               | 5:00            |                 |
|                  | Pesi Welter        | Sean Spencer         | batte           | Paulo Thiago     | Decisione unanime (30-27, 30-27, 30-27)     | 3               | 5:00            |                 |
|                  | Pesi Gallo         | Rani Yahya           | batte           | Johnny Bedford   | Sottomissione verbale (kimura)              | 2               | 2:04            |                 |

## Premi
I lottatori premiati ricevettero un bonus di 50.000 dollari
Legenda:
- FOTN: Fight of the Night (vengono premiati entrambi gli atleti per il miglior incontro dell'evento)
- POTN: Performance of the Night (viene premiato il vincitore per la migliore performance dell'evento)

## Incontri annullati
|  | Divisione          |                      |        |                    | Motivo                                        |
|  | ------------------ | -------------------- | ------ | ------------------ | --------------------------------------------- |
|  | Pesi Welter        | Paulo Thiago         | contro | Mike Rhodes        | Rhodes subì un infortunio                     |
|  | Pesi Welter        | Paulo Thiago         | contro | Joe Riggs          | Riggs ebbe un incidente con una arma da fuoco |
|  | Pesi Welter        | Santiago Ponzinibbio | contro | Sergio Morares     | Morares subì un infortunio al ginocchio       |
|  | Pesi Gallo Femmine | Valerie Letourneau   | contro | Jéssica Andrade    | Letourneau subì un infortunio                 |
|  | Pesi leggeri       | Lukasz Sajewski      | contro | Leonardo Santos    | Sajewski venne rimosso dalla card             |
|  | Pesi Leggeri       | Efrain Escudero      | contro | Francisco Trinaldo | Escudero affrontò Leonardo Santos             |